# Берджесс, Камерон
Камерон Берджесс (англ. Cameron Burgess; 21 октября 1995, Абердин, Шотландия) — австралийский футболист шотландского происхождения, защитник клуба «Суонси Сити» и сборной Австралии.
Дед Камерона — Кэмпбелл Форсайт также был профессиональным футболистом.

## Клубная карьера
Берджесс — воспитанник футбольной академии клуба «Фулхэм». 9 августа 2014 года в матче против «Ипсвич Таун» он дебютировал в Чемпионшипе. 15 января 2015 года продлил контракт с «дачниками» до июня 2017 года. В течение этих трёх лет он на правах аренды выступал за клубы «Росс Каунти», «Челтнем Таун», «Олдем Атлетик» и «Бери». 
6 июня 2017 Берджесс подписал трёхлетний контракт с клубом «Сканторп Юнайтед».

## Международная карьера
В 2013 году в составе юношеской сборной Шотландии Берджесс принял участие в матчах квалификации юношеского Чемпионата Европы.
В 2014 году Камерон переехал в Австралию и принял решение выступать за эту страну. В том же году он дебютировал в составе молодёжной сборной Австралии.
10 сентября 2023 года в товарищеском матче против сборной Мексики Берджесс дебютировал за сборную Австралии. 
В 2024 году Берджесс принял участие в Кубке Азии 2023 в Катаре. На турнире он сыграл в матчах против команд Сирии и Южной Кореи.